# Ipomoea fuchsioides
Ipomoea fuchsioides är en vindeväxtart som beskrevs av August Heinrich Rudolf Grisebach. Ipomoea fuchsioides ingår i släktet praktvindor, och familjen vindeväxter. Inga underarter finns listade i Catalogue of Life.